# Норвіч (Нью-Йорк)
Норвіч (англ. Norwich) — місто (англ. city) в США, в окрузі Ченанго штату Нью-Йорк. Населення — 7051 особа (2020).

## Географія
Норвіч розташований за координатами 42°32′0″ пн. ш. 75°31′22″ зх. д. / 42.53333° пн. ш. 75.52278° зх. д. (42.533322, -75.522758).  За даними Бюро перепису населення США в 2010 році місто мало площу 5,50 км², уся площа — суходіл.

## Демографія
Згідно з переписом 2010 року, у місті мешкало 7190 осіб у 3097 домогосподарствах у складі 1676 родин. Густота населення становила 1307 осіб/км².  Було 3409 помешкань (620/км²).
Расовий склад населення:
| - 94,6 % — білих - 1,8 % — чорних або афроамериканців - 0,6 % — азіатів - 0,2 % — корінних американців - 0,1 % — вихідців з тихоокеанських островів |

До двох чи більше рас належало 2,0 %. Частка іспаномовних становила 2,9 % від усіх жителів.
За віковим діапазоном населення розподілялося таким чином: 24,4 % — особи молодші 18 років, 58,1 % — особи у віці 18—64 років, 17,5 % — особи у віці 65 років та старші. Медіана віку мешканця становила 38,3 року. На 100 осіб жіночої статі у місті припадало 84,5 чоловіків;  на 100 жінок у віці від 18 років та старших — 80,0 чоловіків також старших 18 років.
Середній дохід на одне домашнє господарство  становив 53 775 доларів США (медіана — 40 614), а середній дохід на одну сім'ю — 66 712 долари (медіана — 52 097). Медіана доходів становила 47 103 долари для чоловіків та 36 064 долари для жінок. За межею бідності перебувало 24,2 % осіб, у тому числі 31,9 % дітей у віці до 18 років та 11,3 % осіб у віці 65 років та старших.
Цивільне працевлаштоване населення становило 2915 осіб. Основні галузі зайнятості: освіта, охорона здоров'я та соціальна допомога — 28,7 %, виробництво — 17,7 %, роздрібна торгівля — 11,1 %, фінанси, страхування та нерухомість — 11,1 %.

## Відомі особистості
В поселенні народився:
- Гейл Борден (1801—1863) — американський підприємець, винахідник згущеного молока.